# St-Polycarpe (Lyon)

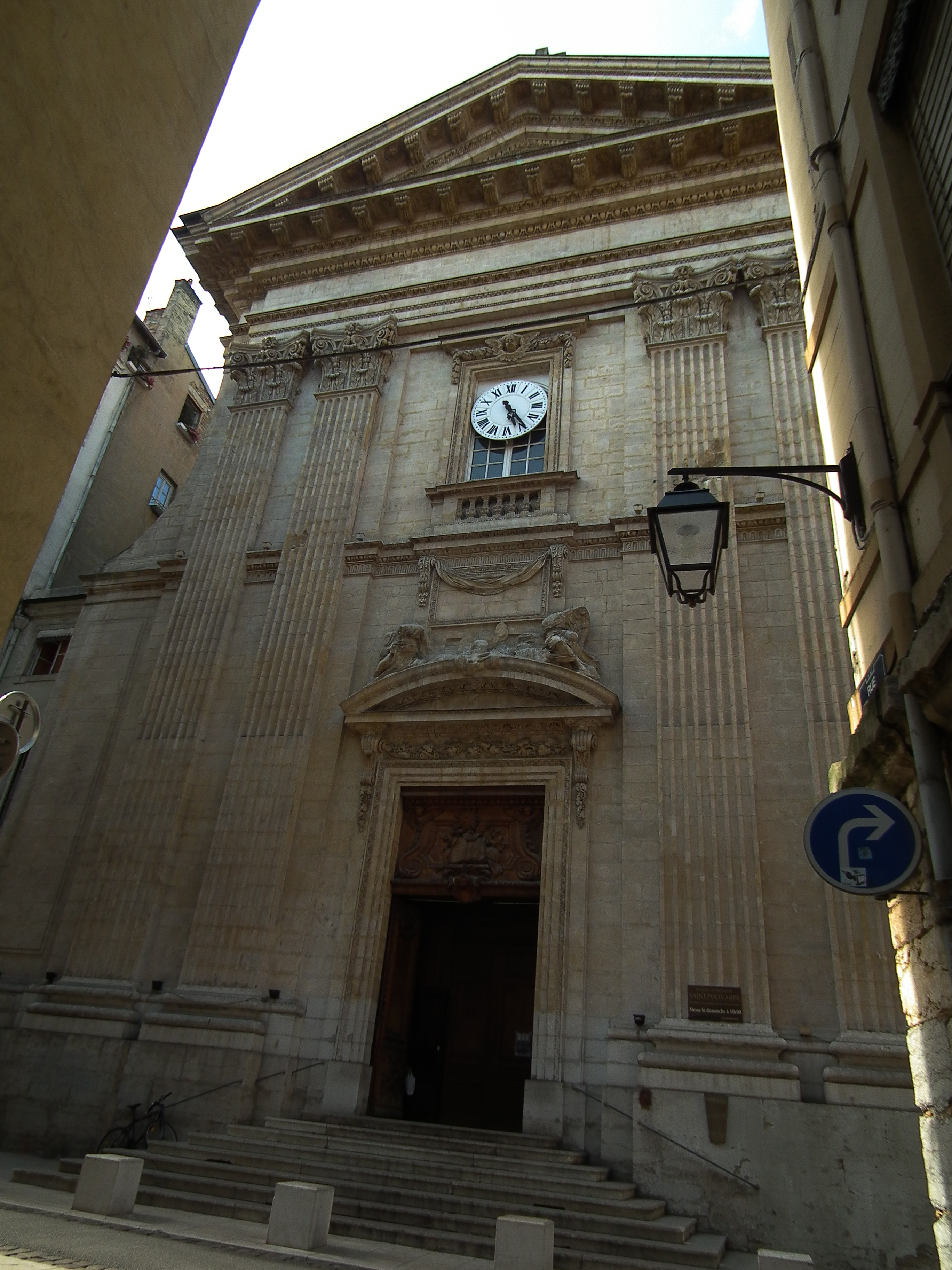
St-Polycarpe (Lyon)

Die Kirche St-Polycarpe ist eine römisch-katholische Kirche im 1. Arrondissement von Lyon. Die Kirche wurde 1982 als Monument historique klassifiziert.

## Lage und Patrozinium
Die Kirche steht nördlich des Rathauses auf halber Höhe des Hügels La Croix-Rousse (Rue René-Leynaud Nr. 25) gänzlich in die umgebende Bebauung eingezwängt.  Sie ist zu Ehren des heiligen Polykarp von Smyrna geweiht, der Pothinus und nach ihm Irenäus als Missionare nach Lyon schickte.

## Geschichte

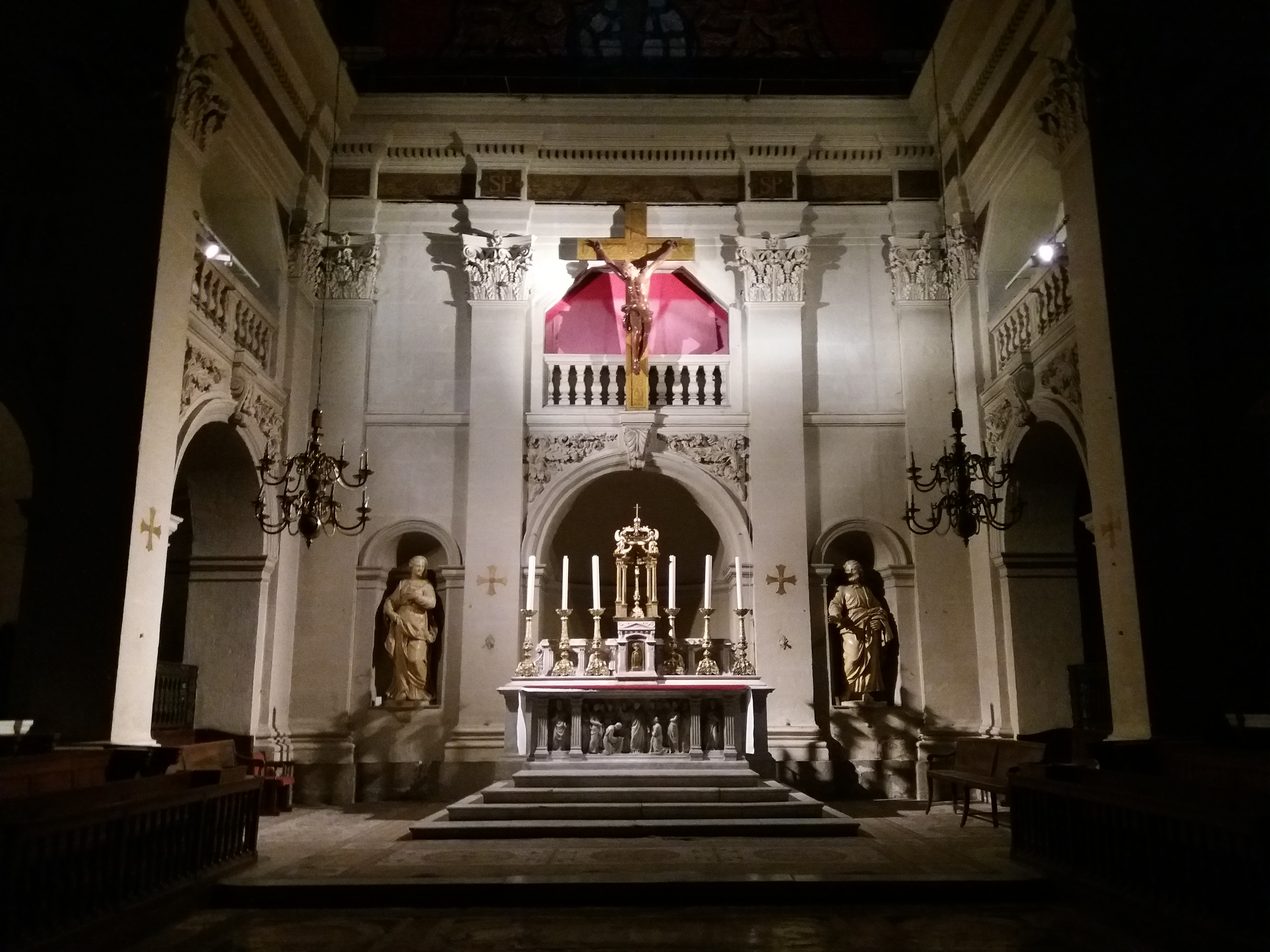
St-Polycarpe (Lyon)

Die französischen Oratorianer, die seit 1616 in Lyon wirkten, bauten von 1665 bis 1670 die heutige Kirche als Oratorium. Toussaint-Noël Loyer (1724–1807) fügte 1756 die Fassade hinzu. 1791 wurde die Kirche Pfarrkirche und nahm den heutigen Namen an. Von 1826 bis 1836 wurde die Kirche erheblich vergrößert. Der Architekt François-Jacques Farfouillon († 1857) verlängerte das Schiff, fügte einen Chor an, ließ die Empore um das ganze Innere laufen und fügte eine 33 Meter hohe Kuppel hinzu.

## Ausstattung
Tony Desjardins (1814–1882) zeichnete für den Hochaltar von 1856 und die Kanzel verantwortlich. Die Kirche enthält Skulpturen von Simon Guillaume (17. Jahrhundert), Jacques Blanchard (1634–1689), Marc II Chabry (18. Jahrhundert), Charles Dufraine (1827–1900) und Joseph-Hugues Fabisch sowie ein Gemälde von Thomas Blanchet (1614–1689). In einer der Kapellen ruht das Herz der seligen Pauline Jaricot.

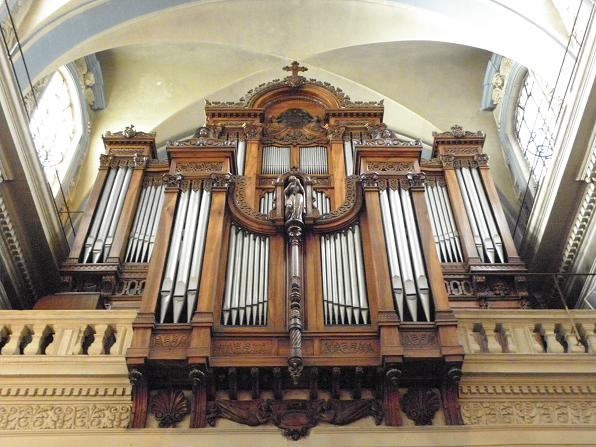
St-Polycarpe (Lyon)

Augustin Zeiger (1805–1868) baute 1841 die Orgel, über die sich Franz Liszt 1844 anerkennend äußerte. Umbauten erfolgten 1871 durch Aimé Zeiger und 1933 durch Joseph Merklin und Restaurierungen 1966 durch Edouard Rouche sowie 1986 und 1990 durch Jean David. Das Instrument verfügt über 45 Register auf drei Manualwerken und Pedal. Die Spieltrakturen sind elektromechanisch, die Registertrakturen sind elektropneumatisch.
| I Positif de dos C–g3 |       |
| Bourdon               | 16′   |
| Montre                | 08′   |
| Salicional            | 08′   |
| Flûte à Cheminée      | 08′   |
| Prestant              | 04′   |
| Flûte                 | 04′   |
| Doublette             | 02′   |
| Nazard                | 2 ⁄3′ |
| Larigot               | 1 ⁄3′ |
| Plein Jeu III         |       |
| Cromorne              | 08′   |
| Clairon               | 04′   |

| II Grand Orgue C–g3 |     |
| Montre              | 16′ |
| Bourdon             | 16′ |
| Montre              | 08′ |
| Bourdon             | 08′ |
| Salicional          | 08′ |
| Flûte Harmonique    | 08′ |
| Prestant            | 04′ |
| Dulciana            | 04′ |
| Doublette           | 02′ |
| Plein Jeu III       |     |
| Fourniture III      |     |
| Cymbale II          |     |
| Cornet V            |     |
| Bombarde            | 16′ |
| Trompette           | 08′ |
| Clairon             | 04′ |

| III Récit expressif C–g3 |        |
| Bourdon                  | 08′    |
| Viole de Gambe           | 08′    |
| Voix Céleste             | 08′    |
| Flûte                    | 04′    |
| Nazard                   | 2 ⁄3′  |
| Quarte de Nazard         | 02′    |
| Tierce                   | 1 3⁄5′ |
| Trompette                | 08′    |
| Basson-Hautbois          | 08′    |
| Voix Humaine             | 08′    |
| Clairon                  | 04′    |
| Trémolo                  |        |

| Pédale C–g1 |     |
| Flûte       | 16′ |
| Flûte       | 08′ |
| Flûte       | 04′ |
| Bombarde    | 16′ |
| Trompette   | 08′ |
| Clairon     | 04′ |

- Koppeln: I/II, III/I, III/II, I/P, II/P, III/P